# Alameda, Kalifornien
Alameda är en stad (city) i Alameda County, i delstaten Kalifornien, USA. Enligt United States Census Bureau har staden en folkmängd på 74 774 invånare (2011) och en landarea på 27,5 km². Staden är vänort till Lidingö kommun